# Yasuharu Nakajima
Yasuharu Nakajima (中島 康晴), né le 27 décembre 1984 dans la ville d'Echizen, est un coureur cycliste japonais membre de l'équipe Kinan.

## Palmarès
- 2010
  - Kumamoto International Road Race
  - 3e de Banja Luka-Belgrade I
- 2011
  - 4e étape du Tour de Singkarak
  - 2e étape du Tour de Hainan
- 2012
  - 6e étape du Tour de Singkarak
  - 3e du Jelajah Malaysia
  - 3e du Tour d'Okinawa
- 2013
  - 3e du Tour de Thaïlande
- 2014
  - Classement général du Tour de Thaïlande
  - 1re étape du Tour de Java oriental
  - 3e du Tour de Thaïlande
- 2015
  - Classement général du Tour de Thaïlande
- 2018
  - Sri Lanka T-Cup : 
    - Classement général
    - 1re étape

## Classements mondiaux
| Année                                 | 2005 | 2006 | 2007 | 2008 | 2009 | 2010 | 2011 | 2012 | 2013 | 2014 | 2015 | 2016  | 2017  | 2018 | 2019  |
| ------------------------------------- | ---- | ---- | ---- | ---- | ---- | ---- | ---- | ---- | ---- | ---- | ---- | ----- | ----- | ---- | ----- |
| Classement mondial                    |      |      |      |      |      |      |      |      |      |      |      | 2188e | 2387e | 934e | 2407e |
| UCI Europe Tour                       | nc   | nc   | nc   | nc   | nc   | 643e | nc   | nc   | nc   | nc   | nc   | nc    | nc    | nc   |       |
| UCI Asia Tour                         | 106e | nc   | 88e  | 118e | 259e | 58e  | 169e | 57e  | 54e  | 50e  | 47e  | 422e  | 486e  | 113e | 234e  |
|                                       |      |      |      |      |      |      |      |      |      |      |      |       |       |      |       |
| Légende : nc = non classéSource : UCI |      |      |      |      |      |      |      |      |      |      |      |       |       |      |       |